# Оксипорус
Окси́порус (лат. Oxyporus) — род грибов-базидиомицетов. В настоящее время этот род включают в семейство Schizoporaceae порядка Hymenochaetales или в семейство Coriolaceae порядка Polyporales. На основании молекулярных данных для рода в порядке Hymenochaetales было описано семейство Oxyporaceae.

## Описание
Плодовые тела однолетние или многолетние, распростёртые или шляпочные. Верхняя поверхность шляпки неровная, бархатистая или гладкая, кремового или бежевого цвета, с возрастом обычно темнеет и покрывается мхами. Гименофор трубчатый, однослойный или многослойный, с мелкими или средними, реже крупными округлыми или угловатыми порами, белого, кремового или бежевого цвета. Мякоть кремовая или белая, обычно жёсткая.
Гифальная система псевдодимитическая. Цистиды (псевдоцистиды) многочисленные или редкие, обычно инкрустированные на вершине. Споры почти шаровидные или широкоэллиптические, тонкостенные, гладкие, неокрашенные, неамилоидные.

## Сходные виды в других родах
Оксипорус морфологически близок к роду Ригидопорус, также обладающему мономитической гифальной системой, шаровидными спорами и цистидами. У представителей рода Физиспоринус такие же шаровидные споры и мономитическая гифальная система, однако у них отсутствуют цистиды.

## Экология
Представители рода произрастают на стволах живых и мёртвых лиственных, реже хвойных пород. Вызывают белую гниль.

## Таксономия
Синонимы:
- Boudiera Lázaro Ibiza, 1917, non Cooke, 1877
- Coriolus sect. Oxyporus Bourdot & Galzin, 1925

### Список видов
- Oxyporus borealis G.M. Jenssen & Ryvarden, 1985
- Oxyporus bucholtzii (Bondartsev & Ljub.) Y.C. Dai & Niemelä, 1995
- Oxyporus cervinogilvus (Jungh.) Ryvarden, 1973
- Oxyporus cinnamomeus Núñez & Ryvarden, 1999
- Oxyporus corticola (Fr.) Ryvarden, 1972 — Оксипорус коровый
- Oxyporus cuneatus (Murrill) Aoshima, 1967
- Oxyporus ginkgonis Y.C. Dai, 2005
- Oxyporus latemarginatus (Durieu & Mont.) Donk, 1966
- Oxyporus lilaceus Corner, 1987
- Oxyporus macroporus Y.C. Dai & Y.L. Wei, 2004
- Oxyporus neotropicus Ryvarden, 2004
- Oxyporus obducens (Pers.) Donk, 1933 — Оксипорус трубчатый
- Oxyporus pellicula (Jungh.) Ryvarden, 1980
- Oxyporus phellodendri Bondartsev & Lj.N. Vassiljeva, 1963
- Oxyporus populinus (Schumach.) Donk 1933 — Оксипорус тополёвый
- Oxyporus ravidus (Fr.) Bondartsev & Singer 1941
- Oxyporus rufipusillus (Corner) T. Hatt. 2003
- Oxyporus schizoporoides Zmitr. & Spirin, 2003
- Oxyporus similis (Bres.) Ryvarden, 1972
- Oxyporus spiculifer (G. Cunn.) P.K. Buchanan & Ryvarden, 1988
- Oxyporus subflavus (Lloyd) D.A. Reid, 1973
- Oxyporus subulatus Ryvarden, 1982